# William Courteen
William Courteen ou Courten (1572-1636), commerçant d'origine wallonne, basé à Londres, finança, en 1624, la découverte de la Barbade et plusieurs autres îles non revendiquées, qu'il perdit au profit de James Hay, 2e comte de Carlisle, envoyé par le roi anglais Charles Ier.

## Biographie
Commerçant en lin, il était le fils de protestants wallons réfugiés à Londres en 1568, où son père ouvrit une épicerie avec son beau-frère Michael Boudean après avoir subi des tracasseries des espagnols. Il épousa en premières noces la fille de Peter Cromling, un marchand de Haarlem, aux Pays-Bas espagnols qui lui apporte une dot évaluée à 60 000 sterling et revient à Londres vers 1600. Dès 1616, il crée avec le Hollandais Jan de Moor une société pour cultiver en Guyane du tabac, alors le produit en vogue en Europe. Jan de Moor amènera dans la colonie en 1624 des réfugiés protestants wallons.
Lorsque le capitaine anglais John Powell arriva en 1625 à la Barbade, il trouva l'île déserte et en prit possession. De retour, il rendit compte à William Courteen et deux ans plus tard, en février 1627, environ 80 colons anglais débarquaient pour fonder un établissement. À la Barbade, ses partisans utilisèrent les compétences acquises dans la culture du tabac acquises en Guyane. À partir de la fin des années 1620, le succès du tabac à la Barbade est tel que l'île attire des milliers d'irlandais blancs, qui signent pour des contrats de trois ou sept ans comme « engagés. » Enrichi par le tabac, il prête de l'argent au roi, mais sans obtenir de considération en retour. Son fils, anobli en 1622, épousa la fille du comte de Bridgewater qui finança ses expéditions, y compris les derniers échecs, en 1643.
Dès 1629, le comte de Carlisle, mandaté par Charles Ier, envoya sur l'île deux navires, dirigés par le colonel Roydon et le capitaine Henry Hawley pour prendre possession de l'île et emprisonner le capitaine John Powell. Devenu gouverneur en 1629, 1639, 1634, 1636 et 1639, le capitaine Henry Hawley revint dans l'île en juillet 1636, et mit en application la nouvelle loi anglaise autorisant l'esclavage à vie, le conseil de la colonie décrétant alors que des noirs pouvaient être mis en vente, « à moins qu'un autre contrat ne soit en cours », une « loi ouvrant une très importante pour l'histoire de la Barbade », selon l'historien Sir Robert Hermann Schomburgk Dans la foulée, il effectua 98 dons de terres nouvelles la même année. Trois ans plus tard, le prix des terres commençant à augmenter, au moment où la spéculation sur le sucre commença à battre son plein, Henry Hawley fonda la Maison de l’Assemblée, en 1639, dans un effort de pacification à l’intention des petits planteurs de tabac qui s'opposaient à lui.